# NGC 6710
NGC 6710 ist eine Linsenförmige Galaxie vom Hubble-Typ S0-a im Sternbild Lyra am Nordsternhimmel. Sie ist schätzungsweise 212 Millionen Lichtjahre von der Milchstraße entfernt und hat einen Durchmesser von etwa 100.000 Lj.
Das Objekt wurde am 3. August 1864 von Albert Marth entdeckt.